# Amédée Masclef

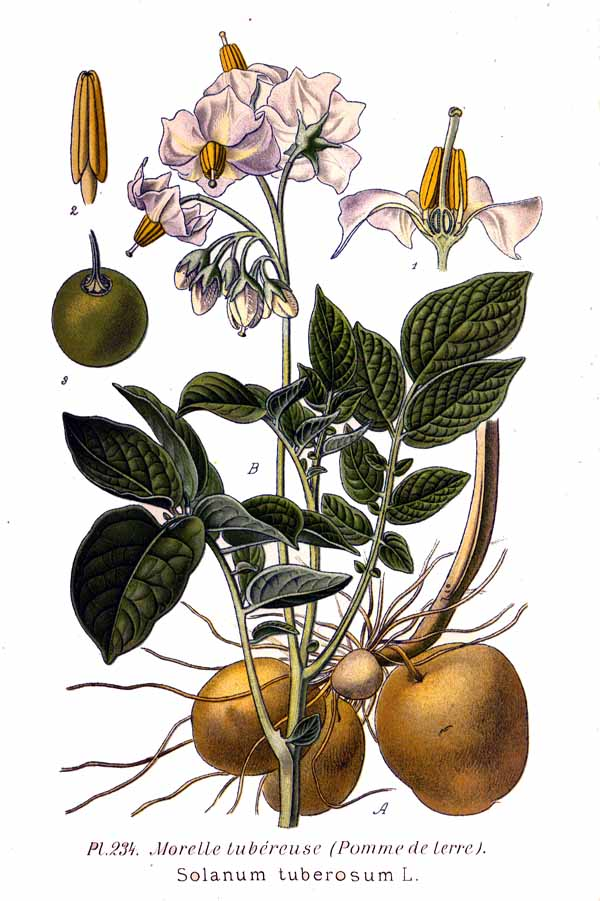
Solanum tuberosum
Illustration tirée de Atlas des plantes de France

Amédée Masclef était un abbé et botaniste français, né le 9 août 1858 à Béthune et mort le 9 juillet 1916 à Paris 12e,. Il est principalement connu pour son ouvrage Atlas des plantes de France utiles, nuisibles et ornementales publié en 1891 à Paris, en trois volumes de 400 planches, et réédité en 1893. Cette publication est sous-titrée « Complément de la Nouvelle flore de MM Gaston Bonnier et Georges de Layens ».

Il fut professeur de sciences naturelles au Petit séminaire d'Arras et membre de la Société botanique de France à partir de 1885. À sa sortie du Petit séminaire, il occupe le poste de conservateur de l'herbier de Gaston Bonnier et, en 1905, est enregistré comme habitant de Champlan.
Il a également publié :
- le Catalogue Raisonné des Plantes Vasculaires du Département du Pas-de-Calais (1886),
- Les Plantes d'Europe (C. Reinwald, Schleicher frères, 1905, Paris)[7] 5 éditions publiées entre 1890 et 1953[8].
- Contributions à la flore du département du Pas-de-Calais. Notice sur l'herbier du musée de la ville d'Arras (1885)[9].